# アダルトサヴァイヴァー
アダルトサヴァイヴァーもしくはアダルトサバイバー（Adult Survivor）とは、成人した児童虐待被害者のこと。アダルトチルドレンの同義語として使われている。